# Østpartnerskab
Østpartnerskabet er en associeringsaftale, som EU har indgået med de seks tidligere sovjetrepublikker Armenien, Aserbajdsjan, Georgien, Moldova, Ukraine og Hviderusland.
Associeringsaftalen blev indgået den 7. maj 2009 i Prag. Planen om partnerskabsaftalen blev oprindeligt iværksat af Polen og fremlagt for de øvrige EU-lande i samarbejde med Sverige. Partnerskabet blev ved indgåelsen kritiseret af Rusland.

## Nye associeringsaftaler
I 2014 indgik EU udbyggede associeringsaftaler med tre af landene i Østparnerskabet, nemlig Georgien, Moldova og Ukraine; de nye associeringsaftaler giver de tre lande bedre adgang til EU's Indre Marked igennem såkaldte "Uddybede og omfattende Frihandelsområder" (engelsk: Deep and Comprehensive Free Trade Areas, DCFTA). Ved en folkeafstemning i Nederlandene den 6. april 2016 stemte 61 % imod aftalen med Ukraine, og det er derfor uklart, om og hvorfor aftalen kan ratificeres.